# Palythoa halidosis
Palythoa halidosis is een Zoanthideasoort uit de familie van de Sphenopidae. De wetenschappelijke naam van de soort is voor het eerst geldig gepubliceerd in 1952 door Pax.